# Ökonomische Psychologie
Die Ökonomische Psychologie (englisch economic psychology) ist ein Teilgebiet der Wirtschaftspsychologie und damit der Wirtschaftswissenschaft. Sie beschäftigt sich mit der Natur von Konsum und mit Entscheidungsverhalten im ökonomischen Kontext. Der Übergang der ökonomischen Psychologie zu Verhaltensökonomie, Marktpsychologie und Organisationspsychologie ist fließend.

## Abgrenzung

### Verhaltensökonomie
Während Verhaltensökonomie sich in erster Linie mit dem Verständnis von monetären Transaktionen beschäftigt (z. B. im Kontext des Ultimatumspiels), betrachtet die ökonomische Psychologie ökonomisches Entscheidungsverhalten breiter, und auch nicht rein monetäre Entscheidungen fallen darunter (z. B. Sparverhalten). Es scheint, dass sich die ökonomische Psychologie in Europa entwickelte, die Verhaltensökonomie jedoch in den USA. Außerdem wird Forschung unter dem Label Verhaltensökonomie eher von Volkswirtschaftlern betrieben, Forschung unter ökonomischer Psychologie von Psychologen. Allgemein ist die Überschneidung zwischen den Fächern so groß, dass es scheint, dass die Begriffe synonym verwendet werden können.
Unabhängig von der thematischen Überschneidung scheint die Ausrichtung jedoch eine andere zu sein. Aufgrund der Einbettung von Verhaltensökonomie in bestehende Lehrpläne sowie Forschungsprogramme in der Mikroökonomie sowie der Spieltheorie scheint es, dass Verhaltensökonomie sich eher mit der formellen Modellierung ökonomischen Verhaltens beschäftigt. Währenddessen scheint es so, als ob sich die ökonomische Psychologie auf die psychologischen Prozesse, die jenen Modellen zugrunde liegen, fokussiert.

### Marktpsychologie
Die Marktpsychologie beschäftigt sich in erster Linie mit Konsumentenverhalten und deren Anwendung, z. B. in der Werbepsychologie. Viele Aspekte der modernen Marktforschung sind z. B. ursprünglich (und eigentlich) Marktpsychologie. Allgemein lässt sich festhalten, dass Marktpsychologie auf das engere Feld in der Anwendung in der Privatwirtschaft limitiert ist, während die ökonomische Psychologie auch Forschung in Richtung Policy beinhaltet. Ein Beispiel: während die Ökonomische Psychologie aggregierte Aussagen über das Verhalten von Konsumenten trifft (z. B. der Prozentsatz der Menschen, die sich altruistisch oder egoistisch verhalten), würde die Marktpsychologie konkretes Konsumentenverhalten individualpsychologisch analysieren (z. B. Faktoren, wie Persönlichkeit oder Bildungsstand, welche altruistisches Verhalten wie Spendenverhalten prognostizieren).

### Organisationspsychologie
Die Überschneidung der ökonomischen Psychologie und der Organisationspsychologie liegt nur in jenen Bereichen vor, in welchen Organisationen ökonomische Entscheidungen treffen. So könnte zum Beispiel die Analyse des Entscheidungsverhalten von Managern der ökonomischen und der Organisationspsychologie zugeordnet werden.